# Pierre Gonon
Pierre Gonon (ur. 4 lutego 1924 w Paryżu, zm. 18 lutego 2007 w Bordeaux) – francuski lekkoatleta, sprinter, wicemistrz Europy z 1946.
Zdobył srebrny medal w sztafecie 4 × 100 metrów na mistrzostwach Europy w 1946 w Oslo. Sztafeta francuska biegła w składzie: Agathon Lepève, Julien Lebas, Gonon i René Valmy.
Był wicemistrzem Francji w biegu na 200 metrów i brązowym medalistą w biegu na 100 metrów w 1946.
Rekordy życiowe:
- bieg na 100 metrów – 10,7 s (1948)
- bieg na 200 metrów – 21,9 s (1946)